# Selena Millares
Selena Millares (Las Palmas de Gran Canaria, 1963) è una poetessa, scrittrice e filologa spagnola.

## Biografia
Nata a Las Palmas di Gran Canaria, ha ottenuto il dottorato di ricerca in Letteratura presso l'Università Complutense di Madrid. Le sue diverse attività l'hanno portata a vivere a Minneapolis, Parigi, Santiago del Cile e Alghero. Dal 1996 insegna all'Università Autonoma di Madrid. Autrice di numerosi saggi critici e di opere di poesia, narrativa e pittura, propone nei suoi lavori un dialogo interdisciplinare e un ritorno all'umanesimo originario e alla sua concezione integrale dell'arte e del pensiero. Le sue poesie sono state tradotte in italiano e in inglese.

## Premi
- Premio Internazionale di Poesia Città di Sassari, Sassari, Italia. 2013
- Premio Internazionale di Letteratura Antonio Machado, Collioure, Francia. 2014 [2]

## Opere

### Narrativa e poesia
- Páginas de arena (poesia), 2003
- Isla del silencio (poesia), 2004
- Cuadernos de Sassari (poesia), 2013
- Sueños del goliardo. Poemas pintados, 2013
- Isla y sueño (catalogo di dipinti), 2014
- El faro y la noche (romanzo), 2015

### Saggistica
- La maldición de Scheherazade, 1997. Bulzoni
- Rondas a las letras de Hispanoamérica, 1999. Edinumen
- Neruda: el fuego y la fragua, 2008. Universidad de Salamanca
- La revolución secreta, 2010. Idea
- De Vallejo a Gelman, 2011. Universitat d'Alacant
- Prosas hispánicas de vanguardia, 2013. Iberoamericana
- Antologia: la poesia del siglo xx en Centroamerica y Puerto Rico, 2013. Visor